# Pantophthalmus rothschildi
Pantophthalmus rothschildi är en tvåvingeart som först beskrevs av Austen 1909.  Pantophthalmus rothschildi ingår i släktet Pantophthalmus och familjen Pantophthalmidae. Inga underarter finns listade i Catalogue of Life.